# باشگاه فوتبال شاهین بوشهر
شاهین بوشهر یک باشگاه فوتبال در شهر بوشهر، ایران می‌باشد. این باشگاه از قدیمی ترین تیم های فوتبال کشور و محبوب ترین تیم بوشهر است. شاهین بوشهر در تاریخ ۱۱ اردیبهشت ۱۳۲۹ در محله بهمنی بوشهر تأسیس شد و ۱۳ سال بعد در سال ۱۳۴۲ با تأکید و حمایت عباس اکرامی مؤسس باشگاه شاهین تهران و با پیگیری عبدالمحمد پوربهی و علی توکلی با مجوز رسمی به نام شاهین بوشهر تغییر نام یافت. در دهه ۴۰ به دلیل مسائل سیاسی وقت و دستور انحلال شاهین، چند سالی با نام شهباز و پس از آن با نام تابان بوشهر ادامه فعالیت داد و سرانجام پس از انقلاب مجدداً با نام شاهین بوشهر حضور خود را در فوتبال ایران دنبال کرد.
این باشگاه در سال ۱۳۸۶ تحت پوشش سازمان انرژی اقتصادی پارس قرار گرفت و به نام شاهین پارس جنوبی بوشهر تغییر نام داد. این تیم پس از سالها حضور در دسته‌های پایین‌تر فوتبال ایران سرانجام در فصل ۱۳۸۷–۸۸ با پیروزی ۱–۰ مقابل شهرداری تبریز در پلی آف برای اولین بار به لیگ برتر فوتبال ایران صعود کرد.
طبق آخرین بررسیها پر طرفدارترین تیم در استان بوشهر می باشد.

## پیشینه
این تیم در سال ۱۳۷۳ در سطح اول فوتبال ایران که آن سال‌ها لیگ دسته اول جام آزادگان نام داشت و در دو گروه ۱۲ تیمی دنبال می‌شد حضور پیدا کرد و پس از یکسال مجدداً به دسته پایین‌تر سقوط نمود. شاهین چند سال بعد و در سال ۱۳۷۹ به لیگ استان بوشهر سقوط کرد، اما فصل بعد و در روز پایانی در حالی که حمید کللی فرد را به عنوان سرمربی روی نیمکت داشت، با دوگل قائدپوری و دشتی، پرسپولیس برازجان را برد و به لیگ منطقه‌ای رسید. سال ۱۳۸۱ نیز در روز آخر لیگ منطقه‌ای باشگاه‌های کشور با تک گل قائدپوری و مجدداً با رهبری کللی‌فر، وحدت آبادان را پشت سر گذاشت و راهی لیگ دسته دوم شد. سال ۱۳۸۲ در لیگ دسته ۲ باشگاه‌های کشور با مدیریت محمد نجفی و مربی‌گری محمد عباسی و محمد شفیعی و ولید صفری در روز آخر با تک گل ایمان دشتی از سد کاوه گذشت و به دسته اول صعود کرد و ازسال ۸۳ تا ۸۶ نیز در دسته اول بود. در این دوره محمد نجفی توانست این باشگاه مردمی را صاحب سبک و در فوتبال کشور به جایگاه خاصی برسند در همین سال باشگاه به خوابگاه و سامانه اداری مجهز گردید. این تیم از سال ۱۳۸۶ تحت پوشش سازمان انرژی اقتصادی پارس قرار گرفت و به نام پارس شاهین جنوبی بوشهر تغییر نام داد. شاهین در فصل ۱۳۸۷–۸۸ با پیروزی مقابل شهرداری تبریز در پلی‌آف به لیگ برتر فوتبال ایران صعود کرد. تیم فوتبال شاهین بعد از سه فصل حضور در لیگ برتر ایران در فصل یازدهم به دسته اول لیگ ایران (لیگ آزادگان) سقوط کرد. سپس در فصل ۹۲–۱۳۹۱ به لیگ دسته دوم فوتبال ایران سقوط کرد. در فصل بعد این تیم به دلیل مشکلات مالی در مسابقات شرکت نکرد؛ و سرانجام در فصل ۹۴–۱۳۹۳ پس از حضور ناموفق در لیگ دسته سوم فوتبال ایران به لیگ استان بوشهر سقوط کرد. بنا به اختلافات مدیریتی پیش آمده، تیمی دیگر با همین نام تأسیس و دوباره راهی رقابت‌های فوتبال شد. مالکیت «شاهین بوشهر» در اختیار علی نعمتی می‌باشد. تیم جدیدالتاسیس با نام شاهین شهرداری بوشهر که در رقابت‌ها حاضر بوده هچ گونه ارتباط و تعاملی با شاهین ندارد و صرفاً فقط از نام این باشگاه بزرگ استفاده می‌کند.

## کادرفنی و پرسنل
در این تیم محسن بازدار و محمد جوهری به عنوان مربی و سید پارسا علوی به عنوان مدیر ارتباطات، رسانه و امور بین الملل فعالیت می کنند.

## عملکرد بر پایه فصل
| فصل     | دسته. | لیگ                   | رتبه             | جام حذفی         | توضیحات       |
| ------- | ----- | --------------------- | ---------------- | ---------------- | ------------- |
| ۱۹۹۳–۹۴ | ۲     | لیگ دسته دوم          | دوم              | مرحله اول        | صعود          |
| ۱۹۹۴–۹۵ | ۱     | لیگ آزادگان           | دوازدهم          | مرحله اول        | سقوط          |
| ۱۹۹۵–۰۳ | ۲     | لیگ دسته دوم          | اول              |                  | صعود          |
| ۲۰۰۲–۰۳ | ۳     | لیگ دسته دوم          |                  |                  |               |
| ۲۰۰۳–۰۴ | ۳     | لیگ دسته دوم          |                  |                  | صعود          |
| ۰۵–۲۰۰۴ | ۲     | لیگ آزادگان           | هفتم             | مرحله اول        |               |
| ۰۶–۲۰۰۵ | ۲     | لیگ آزادگان           | چهارم            | مرحله اول        |               |
| ۰۷–۲۰۰۶ | ۲     | لیگ آزادگان           | نهم              | مرحله اول        |               |
| ۰۸–۲۰۰۷ | ۲     | لیگ آزادگان           | هشتم             | مرحله اول        |               |
| ۰۹–۲۰۰۸ | ۲     | لیگ آزادگان           | دوم              | مرحله دوم        | صعود          |
| ۱۰–۲۰۰۹ | ۱     | لیگ برتر فوتبال ایران | سیزدهم           | یک‌هشتم نهایی     |               |
| ۱۱–۲۰۱۰ | ۱     | لیگ برتر فوتبال ایران | چهاردهم          | یک‌هشتم نهایی     |               |
| ۱۲–۲۰۱۱ | ۱     | لیگ برتر فوتبال ایران | هفدهم            | نایب قهرمان      | سقوط          |
| ۲۰۱۲–۱۳ | ۲     | لیگ آزادگان           | گروه ۱ / دوازدهم | یک شانزدهم نهایی | سقوط          |
| ۲۰۱۳–۱۴ | ۳     | لیگ دسته دوم          |                  |                  | سقوط          |
| ۲۰۱۴–۱۵ | ۴     | لیگ دسته سوم          |                  |                  | سقوط          |
| ۲۰۱۵–۱۶ | ۳     | لیگ دسته دوم          |                  |                  | صعود          |
| ۲۰۱۶–۱۷ | ۳     | لیگ دسته دوم          |                  |                  | نائب قهرمان   |
| ۲۰۱۷–۱۸ | ۳     | لیگ دسته دوم          |                  |                  | قهرمان و صعود |
| ۲۰۱۸–۱۹ | ۲     | لیگ آزادگان           | دوم              | مرحله سوم        | صعود          |
| ۲۰۱۹–۲۰ | ۱     | لیگ برتر فوتبال ایران | شانزدهم          | یک چهارم نهایی   | سقوط          |

## بازیکنان

### بازیکنان کنونی
فهرست زیر بازیکنان کنونی شاهین بوشهر را نشان می‌دهد.
| شماره |       | نقش   | بازیکن          |
| ----- | ----- | ----- | --------------- |
| ۲     | ایران | مدافع | ابوالفضل علایی  |
| ۳     | ایران | مدافع | مهدی کربلایی    |
| ۵     | ایران | مدافع | محمدرضا میمدی   |
| ۶     | ایران | هافبک | محمد ره‌آور      |
| ۷     | ایران | هافبک | مصطفی احمدی     |
| ۱۰    | ایران | مهاجم | حسن پولادی      |
| ۱۱    | ایران | هافبک | محمدصادق پاک‌قدم |
| ۱۲    | ایران | مدافع | صالح غلامی      |
| ۱۴    | ایران | مدافع | محمد شاه‌محمدی   |
| ۱۵    | ایران | مدافع | وحید رضایی      |

| شماره |       | نقش       | بازیکن         |
| ----- | ----- | --------- | -------------- |
| ۱۸    | ایران | هافبک     | یزدان کاکاوندی |
| ۲۱    | ایران | مدافع     | علی مصلی‌نژاد   |
| ۲۳    | ایران | مدافع     | مجید قشقایی    |
| ۲۴    | ایران | مهاجم     | مهدی ببری      |
| ۲۵    | ایران | مهاجم     | الیاس صالحی    |
| ۴۰    | ایران | دروازه‌بان | امین احسان‌بخش  |
| ۷۲    | ایران | هافبک     | بهرام احمدی    |
| ۷۴    | ایران | مهاجم     | امیرحسین نوایی |
|       | ایران | مهاجم     | فردین نجفی     |
|       | ایران | هافبک     | حسین پاپی      |

## مربیان

### مربیان قبلی
| تیم              | کشور   | از              | تا               |
| ---------------- | ------ | --------------- | ---------------- |
| رسول حسن‌پور      | ایران  | ۷ مهر ۱۳۵۳      | ۱۴ شهریور ۱۳۷۳   |
| احمد تورانی      | ایران  | ۱۴ شهریور ۱۳۷۳  | ۱۳ دی ۱۳۷۳       |
| حمید کللی‌فرد     | ایران  | ۱۳ دی ۱۳۷۳      | ۱۵ بهمن ۱۳۸۴     |
| رضا وطنخواه      | ایران  | ۱۰ اسفند ۱۳۸۴   | ۱۰ آبان ۱۳۸۵     |
| نعیم سعداوی      | ایران  | ۱۰ آبان ۱۳۸۵    | ۲۸ بهمن ۱۳۸۵     |
| حمید کللی‌فرد     | ایران  | ۲۸ بهمن ۱۳۸۵    | ۲۴ اردیبهشت ۱۳۸۶ |
| نعیم سعداوی      | ایران  | ۱۵ خرداد ۱۳۸۶   | ۸ آذر ۱۳۸۶       |
| نصرت ایراندوست   | ایران  | ۱۱ آذر ۱۳۸۶     | ۱۰ خرداد ۱۳۸۷    |
| حمید کللی‌فرد     | ایران  | ۱۲ خرداد ۱۳۸۷   | ۱۰ شهریور ۱۳۸۸   |
| محمود یاوری      | ایران  | ۱۷ شهریور ۱۳۸۸  | ۲۴ اردیبهشت ۱۳۸۹ |
| حمید استیلی      | ایران  | ۲۶ خرداد ۱۳۸۹   | ۱۴ فروردین ۱۳۹۰  |
| اکبر میثاقیان    | ایران  | ۱۶ فروردین ۱۳۹۰ | ۶ تیر ۱۳۹۰       |
| حمید درخشان      | ایران  | ۶ تیر ۱۳۹۰      | ۱۳ مهر ۱۳۹۰      |
| فیروز کریمی      | ایران  | ۱۳ مهر ۱۳۹۰     | ۱۵ بهمن ۱۳۹۰     |
| حمید درخشان      | ایران  | ۲۳ بهمن ۱۳۹۰    | فروردین ۱۳۹۱     |
| اصغر کامیاب*     | ایران  | ۱۵ فروردین ۱۳۹۱ | ۲۸ تیر ۱۳۹۱      |
| حمید کللی‌فرد     | ایران  | ۲۸ تیر ۱۳۹۱     | ۲۱ آبان ۱۳۹۱     |
| علی حنطه         | ایران  | ۲۱ آبان ۱۳۹۱    | ۳۰ آبان ۱۳۹۱     |
| مسعود پالیزدان   | ایران  | ۳۰ آبان ۱۳۹۱    | ۳۰ تیر ۱۳۹۲      |
| مهدی قنبری       | ایران  | ۳۰ تیر ۱۳۹۲     | ۱۰ دی ۱۳۹۲       |
| عبدالرضا بازیاری | ایران  | ۱۰ دی ۱۳۹۲      | ۱۳ شهریور ۱۳۹۴   |
| اصغر کامیاب      | ایران  | ۱۳ شهریور ۱۳۹۴  | ۱۱ شهریور ۱۳۹۵   |
| محمد احمدزاده    | ایران  | ۱۱ شهریور ۱۳۹۵  | ۱ دی ۱۳۹۶        |
| مهدی پاشازاده    | ایران  | ۱۱ دی ۱۳۹۶      | ۳۱ خرداد ۱۳۹۷    |
| محمود فکری       | ایران  | ۳۱ خرداد ۱۳۹۷   | ۱۵ بهمن ۱۳۹۷     |
| عبدالله ویسی     | ایران  | ۱۵ بهمن ۱۳۹۷    | مهر ۱۳۹۸         |
| میشو کرستیچویچ   | کرواسی | آبان ۱۳۹۸       | تیر ۱۳۹۹         |
| مهرداد کریمیان   | ایران  | تیر ۱۳۹۹        | تیر ۱۳۹۹         |
| مهدی پاشازاده    | ایران  | تیر ۱۳۹۹        | شهریور ۱۳۹۹      |
| فراز کمالوند     | ایران  | آبان ۱۳۹۹       | اسفند ۱۳۹۹       |
| داوود مهابادی    | ایران  | اسفند ۱۳۹۹      | شهریور ۱۴۰۰      |
| مهدی قنبری       | ایران  | مهر ۱۴۰۰        |                  |

## افتخارات

### کشوری
- جام حذفی

 نایب‌قهرمان (۱): ۹۱–۱۳۹۰
- لیگ آزادگان

 نایب‌قهرمان (۱): ۸۸–۱۳۸۷ ۹۸–۱۳۹۷
- لیگ دسته دوم فوتبال ایران

 قهرمان (۱): ۹۷–۱۳۹۶

### غیررسمی
- جام شهدا

 نایب‌قهرمان (۱): ۱۳۹۸